# Египетски божества по животни
Тази страница съдържа списък на египетските божества, подредени по символно животно. Възможно е това животно да служи като божествено животно (превъплъщение на бога), но е възможно и само божеството по някакъв начин да е обвързано с животното. За повече подробности относно връзката между божеството и животното, моля разгледайте страницата на божеството.

## Овен
Вижте също: Овенът в митологията.
- Ageb
- Амон
- Andjty
- Bâ
- Banebdjeb (Banebdjebdêt)
- Heryshef
- Kerty
- Khnoum

## Чакал
- Анубис (или куче)
- Douamoutef
- Ophoïs
- Oupouaout

## Котка
Вижте също: Котката в Древен Египет.
- Бастет

## Куче
- Анубис (или чакал)
- Беду (червено куче)
- Khentyimenty (черно куче)
- Oupaout (Oupouaout) (черно куче)

## Кобра
- Хетепес-Сехус
- Керехет
- Уаджет

## Крокодил
- Khentykhety
- Собек

## Сокол
- Анти
- Аш
- Дедун (до Новото царство)
- Хароерис
- Хемен
- Хорахти
- Хор
- Хурун
- Хонсу
- Mekhentyirty
- Монту
- Нефтида
- Ур
- Qebehsenouf
- Ре
- Сокарис (Сокар)
- Сопду

## Жаба
- Ахекет
- Хекет

## Хипопотам
- Опет (Ипет)
- Тауарет (Таурет)

## Ибис
- Тот

## Лъв
- Акер
- Апедемак
- Чесму
- Дедун (след началото на Новото царство)
- Khentétkhas
- Mahes
- Мандулис
- Матит (Маттит)
- мехит
- Менхит
- Ментит
- Пашет (Пахет)
- Репит
- Сехмет
- Тефнут

## Гъска
- Амон (от него произлиза първичното яйце)

## Птица
- Дунауи

## Риба
- Хатмехит
- Хеддет

## Скарабей
- Юзаас
- Хефри

## Скорпион
- Хедедет
- Селкит
- Табитет
- Серкет

## Змия
- Ammon (в ролята му на оплодител на първичното яйце)
- Апофис
- Апеп
- Буто
- Icheneumon
- Хенсит
- Мехен
- Мертесжер (Мерт-Сежер)
- Nehebkaou (Nehet-kaou)
- Уаджет
- Рененутет
- Сомтус

## Маймуна
- Хеджур
- Иуф
- Тот

## Бик
Вижте също: Бикът в Древен Египет.
- Апис
- Бухис
- Кемур
- Ханутеф
- Мневис
- Tjaïsepef (Tjaïpesef)

## Крава
- Бат
- Чентаит
- Ихет
- Хатхор
- Хезат
- Ментиур (Ментиер)
- Небетхетепет
- Нейт
- Нут
- Секхатхор
- Шедит
- Шентаит

## Лешояд
- Мут
- Нехбет